# NGC 5450
NGC 5450 – chmura gwiazd i obszar H II w galaktyce Messier 101 znajdującej się w gwiazdozbiorze Wielkiej Niedźwiedzicy. Odkrył ją 27 kwietnia 1851 roku Bindon Stoney – asystent Williama Parsonsa. Jest to południowo-wschodnia część większego obszaru, drugą jego część stanowi NGC 5447.

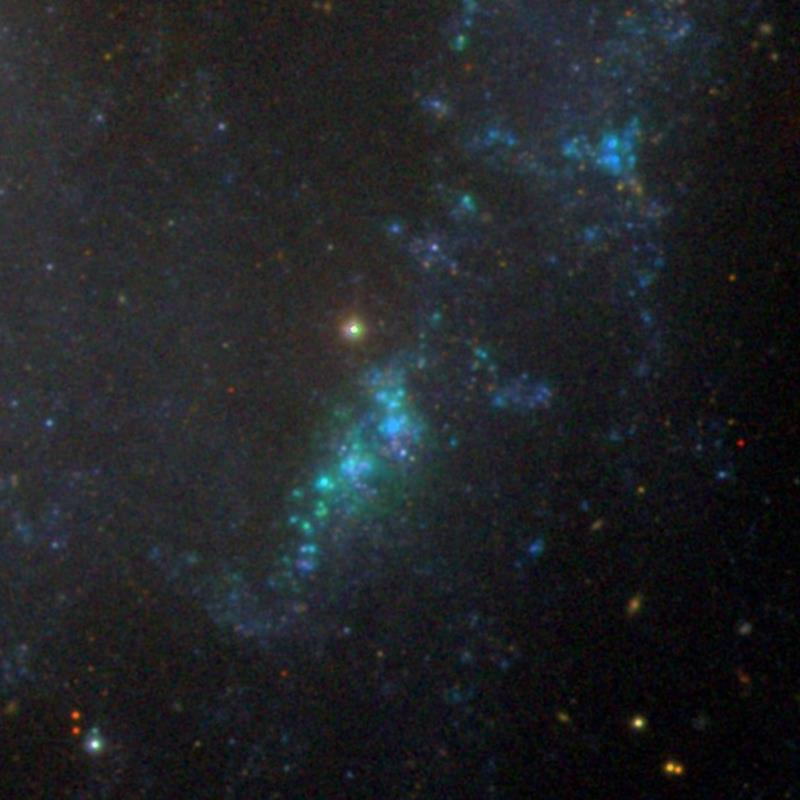
NGC 5450 i NGC 5447 to dolna i górna część jasnego obszaru gwiazdotwórczego w centrum zdjęcia (SDSS)